# Dominik Schraml
Dominik Schraml (ur. 18 czerwca 1987 w Tirschenreuth) – niemiecki kierowca wyścigowy.

## Kariera
Schraml rozpoczął karierę w wyścigach samochodowych w roku 2003, od startów w Formule König. Z dorobkiem 190 punktów uplasował się na 15 pozycji w klasyfikacji generalnej. W późniejszych latach startował także w Niemieckiej Formule 3, F3000 International Masters, Formuły 3 Euro Series, Międzynarodowej Formule Master oraz w SEAT Leon Supercopa Germany.

## Statystyki
| Sezon | Seria                         | Zespół                            | Wyścigi | Zwycięstwa | PP | NO | Podium | Punkty | Pozycja |
| ----- | ----------------------------- | --------------------------------- | ------- | ---------- | -- | -- | ------ | ------ | ------- |
| 2003  | Formuła König                 |                                   | 14      | 0          | 0  | 0  | 0      | 90     | 15      |
| 2004  | Formuła König                 | Team Görlitz-Ring                 | 12      | 0          | 0  |    | 9      | 177    | 3       |
| 2005  | Recaro Formel 3 Cup           | Swiss Racing Team                 | 16      | 0          | 0  | 0  | 0      | 7      | 13      |
| 2006  | Trofeum Formuły 3 Euro Series | SMS Seyffarth Motorsport          | 4       | 0          | 0  |    | 2      | 10     | 6       |
| 2006  | Trofeum Formuły 3 Euro Series | FS Motorsport                     | 4       | 0          | 0  |    | 2      | 10     | 6       |
| 2006  | Recaro Formel 3 Cup           | Swiss Racing Team                 | 4       | 0          | 0  | 0  | 1      | 8      | 16      |
| 2006  | F3000 International Masters   | ADM Motorsport                    | 3       | 0          | 0  |    | 1      | 8      | 19      |
| 2007  | Międzynarodowa Formuła Master | ADM Motorsport                    | 6       | 0          | 0  | 0  | 0      | 0      | NS      |
| 2007  | ATS Formel 3 Cup              | Rennsport Rössler                 | 1       | 0          | 0  | 0  | 0      | 0      | NS      |
| 2008  | Międzynarodowa Formuła Master | Alan Racing                       | 4       | 0          | 0  | 0  | 0      | 0      | NS      |
| 2009  | ATS Formel 3 Cup              | Renssport Rössler                 | 4       | 0          | 0  | 0  | 0      | 0      | NS      |
| 2009  | ATS Formel 3 Cup              | Stromos Art-Line                  | 4       | 0          | 0  | 0  | 0      | 0      | NS      |
| 2009  | Trofeum ATS Formel 3          | 4                                 | 0       | 1          | 0  | 1  | 13     | 8      |         |
| 2010  | SEAT Leon Supercopa Germany   | LogiPlus by T.A.C. Race Solutions | 7       | 0          | 0  | 0  | 0      | 11     | 18      |